# Коробчине (Ніжинський район)
Коро́бчине —  село в Україні, у Носівській міській громаді Ніжинського району Чернігівської області. Населення становить 151 осіб. До 2016 орган місцевого самоврядування — Володьководівицька сільська рада.